# Yves Meyer
Yves Meyer (París, 19 de julio de 1939) es un matemático francés.

## Biografía
Yves Meyer se graduó en Matemáticas en la Escuela Normal Superior de París (ENS) y se doctoró en la Universidad de Estrasburgo en 1966. Ese mismo año obtuvo un puesto de catedrático de Matemáticas en la Universidad de París-Sur, donde estuvo hasta 1980. Tras ello ocupó una cátedra en la Escuela Politécnica (1980-1986) y en la Universidad París-Dauphine (1986-1995).
En 1995 se trasladó al Centro de Matemáticas y sus Aplicaciones (CMLA) de la ENS París Saclay, donde trabajó hasta que se jubiló formalmente en 2008, aunque sigue siendo profesor asociado emérito de este centro. Meyer es miembro de la Academia de Ciencias de Francia, la Academia Americana de las Artes y las Ciencias, la Academia Nacional de Ciencias de Estados Unidos, la Sociedad Estadounidense de Matemáticas y ha sido ponente en diversos congresos internacionales de matemáticos.
Entre los galardones que ha recibido a lo largo de su carrera destaca el Premio Abel (Noruega, 2017), uno de los galardones más importantes de las matemáticas. También logró los premios Salem (1970) y Gauss (2010), otorgado conjuntamente por la Unión Matemática Internacional y la Sociedad Matemática Alemana. En 2020 consiguió junto a Emmanuel Candès, Ingrid Daubechies y Terence Tao el Premio Princesa de Asturias de Investigación Científica y Técnica por «haber realizado contribuciones pioneras y trascendentales a las teorías y técnicas modernas del procesamiento matemático de datos y señales».